# USS Mitscher (DDG-35)
USS Mitscher (DD-927/DL-35/DDG-35), prvi razarač istoimene klase i prvi brod koji nosi to ime.

## Povijest
Izvorno klasificiran kao DD-927, kobilica mu je položena 3. listopada 1949. u brodogradilištu Bath Iron Works. 2. veljače 1951. reklasificiran je ako DL-2 te je 26. siječnja 1952. porinut kao USS Mitscher (DL-2), u čast viceadmirala Marca Mitschera. Kuma broda bila je njegova udovica.
U operativnu uporabu stavljen je 15. svibnja 1953. pod zapovjedništvom Terrell H. W. Connora.

### Operativna uporaba
Poslije uvodnih vježbi nedaleko od Kube, Mitscher se vratio u Boston na dodatne modifikacije nakon čega je isplovio na krstarenje u zaljevu Guantanamo koje je trajalo do 31. kolovoza 1954. Do 3. siječnja 1956. provodi vježbe uz Istočnu obalu SAD-a nakon čega se upućuje u posjete Engleskoj, Njemačkoj i Francuskoj koji su trajali do 10. veljače kada se vratio na Rhode Island (R.I.). Sljedećih pet godina djeluje uz Istočnu obalu redovito sudjelujući u NATO-ovim vježbama u sjevernom i istočnom Atlantiku.
9. veljače 1961. uputio se u Sredozemno more na svoju prvu šestomjesečnu plovidbu s 6. Flotom. U sklopu toga, sljedeće četiri godine izvodi vježbe s Flotom i NATO snagama. U kolovozu 1964. pomaže evakuaciju američkih državljana s Cipra nakon čega je upućen kroz Sueski kanal u ophodnju Crvenim morem i Perzijskim zaljevom. Slijedilo je šest novih mjeseci s 6. Flotom u Sredozemlju i povratak u R.I. u prosincu 1965.
2. ožujka 1966. zaputio se za Philadelphijsko mornaričko brodogradilište gdje je u razdoblju od 18. ožujka 1966. do 29. lipnja 1968. preinačen u vođenu raketnu krstaricu (DDG-35). Iz operativne uporabe povučen je 1. lipnja 1978. i prodan kao staro željezo u srpnju 1980.

### Zapovjednici
Izvor podataka:
- Terrell Hoyt Wilhelm Connor (15. svibnja 1953. - studeni 1954.)
- James Robert Payne (studeni 1954. - kolovoz 1956.)
- Sheldon Howard Kinney (kolovoz 1956. - siječanj 1958.)
- Douglas Caufield Plate (siječanj 1958. - srpanj 1959.)
- Maylon Truxtum Scott (srpanj 1959. - srpanj 1961.)
- Donald G. Parramore (srpanj 1961. - kolovoz 1963.)
- Joseph Domingo Usina (kolovoz 1963. - travanj 1965.)
- Henry Farandis Munnikhuysen (travanj 1965. – 18. ožujka 1966.)
- Robert R. Robertson Ml. (29. lipnja 1968. - kolovoz 1970.)
- Siras D. Browning (kolovoz 1970 - lipanj 1971.)
- Fletcher James Barnes III (lipanj 1971. - rujan 1972.)
- Roy Scott McCartney (rujan 1972. – 19. travnja 1974.)
- Joel Porter Wallace Decker (19. travnja 1974. - ožujak 1976.)
- Donald Eugene Mosman (ožujak 1976. – 2. svibnja 1978.)
- Robert Sutton (2. svibnja 1978 - 1. lipnja 1978.)

## Galerija
- USS Mitscher (DDG-35) u siječnju 1975. na Kubi
- Pogled preko pramca negdje sjeverno od Portorika
- Pogled s razarača USS Allen M. Summer, 1968. godina